# Surques
Surques (Nederlands: Zurke) is een gemeente in het Franse departement Pas-de-Calais (regio Hauts-de-France) en telt 365 inwoners (1999). De plaats maakt deel uit van het arrondissement Sint-Omaars.

## Geografie
De oppervlakte van Surques bedraagt 6,9 km², de bevolkingsdichtheid is 52,9 inwoners per km².
De onderstaande kaart toont de ligging van Surques met de belangrijkste infrastructuur en aangrenzende gemeenten.

## Demografie
Onderstaande figuur toont het verloop van het inwonertal (bron: INSEE-tellingen).